# Кабиршактинський сільський округ
Кабиршакти́нський сільський округ (каз. Қабыршақты ауылдық округі, рос. Кабыршактынский сельский округ) — адміністративна одиниця у складі Акжаїцького району Західноказахстанської області Казахстану. Адміністративний центр та єдиний населений пункт — село Кабиршакти.
Населення — 918 осіб (2021; 1078 у 2009, 1487 у 1999, 1916 у 1989).
Станом на 1989 рік існувала Первомайська сільська рада (села Бахірево, Первомайське, Шимкудук). Станом на 1999 рік округ називався Кагиршактинським. Село Шимкудук ліквідовано 2003 року, село Ушкудук — 2011 року.

## Склад
До складу округу входять такі населені пункти:
| Населений пункт  | Старі назви            | Населення, осіб (1989) | Населення, осіб (1999) | Населення, осіб (2009) | Населення, осіб (2021) |
| ---------------- | ---------------------- | ---------------------- | ---------------------- | ---------------------- | ---------------------- |
| Кабиршакти, село | Первомайське, Первомай | 1467                   | 1095                   | 1069                   | 918                    |
| Ушкудук, село    | Бахірево               | 251                    | 162                    | 9                      | -                      |
| Шимкудук, село   | -                      | 198                    | 230                    | -                      | -                      |